# 양산 대성암 두공부시범덕기비선
양산 대성암 두공부시범덕기비선(梁山 大聖庵 杜工部詩范德機批選)은 대한민국 경상남도 양산시 하북면 용연리, 대성암에 있는 조선시대의 목판본 책이다.
2003년 9월 18일 경상남도의 유형문화재 제398호 양산 대성암 소장 두공부시범덕기비선으로 지정되었다가, 2018년 12월 20일 현재의 명칭으로 변경되었다.

## 개요
형태는 저지(楮紙)에 목판본(木版本) 선장(線裝)으로 영락 8년, 즉 조선 태종 10년(1410)에 간행된 것이다. 제3권에서 제6권까지의 4권 1책으로, 반곽의 크기는 25.1cm×16.7cm이다.
내용은 두보의 시를 청강(淸江) 범덕기(范德機)가 선별하여 비평을 가한 책이다.
비록 낙질이긴 하지만 말책(末冊)이어서, 해주목사(海州牧使) 유은지(柳隱之)의 지원 하에 간행되었고 영락 8년 경인년 11월에 연안부(延安府)의 유학교수관(儒學敎授官) 송석견(宋石堅)이 발문을 썼다는 간기가 뚜렷한 데다, 기존의 여러 도서 목록에도 보이지 않는 책이므로 문화재로서의 가치가 크다.

## 참고 문헌
- 양산 대성암 두공부시범덕기비선 - 국가유산청 국가유산포털